# 李春 (永樂辛卯進士)
李春，山西平阳府锋州稷山县人，医籍，明朝政治人物，进士。

## 生平
永樂三年，乙酉科鄉試中舉。永樂九年，登辛卯科第三甲第二名進士，官至户部主事。